# Modellazione costitutiva dei terreni
Una modellazione costitutiva dei terreni è una legge che lega il tensore degli sforzi al tensore delle deformazioni di un terreno.
Nelle applicazioni ingegneristiche vengono largamente utilizzati il modello costitutivo elastico, il modello costitutivo elastico - perfettamente plastico ed il modello costitutivo elasto - plastico. Detti modelli, che rappresentano solo alcune delle possibilità di modellazione di un legame costitutivo, sono largamente usati in quanto capaci di descrivere il comportamento del terreno nell'ambito degli intervalli di variazione delle tensioni e delle deformazioni tipici dei problemi di ingegneria civile.